# Liste der Monuments historiques in La Trinité-Surzur
Die Liste der Monuments historiques in La Trinité-Surzur führt die Monuments historiques in der französischen Gemeinde La Trinité-Surzur auf.

## Liste der Bauwerke
| Bezeichnung                          | Beschreibung | Standort                 | Kennzeichnung | Schutzstatus | Datum | Bild |
| ------------------------------------ | ------------ | ------------------------ | ------------- | ------------ | ----- | ---- |
| Fontaine Saint-Servais mit Waschhaus |              | Route des Vénètes (Lage) | PA00091771    | Inscrit      | 1935  |      |